# Овод Семен Федорович
О́вод Семе́н Федорович (Пилипович) (* 12 червня 1877 — † ? після 1918) —
український військовий діяч часів національно-визвольних змагань 1917—1919 років, Начальник Головного Морського штабу українських ВМС, товариш (заступник) міністра Морських справ Української Держави.

## Біографічні відомості
Семен (Симеон) Овод народився 12 червня 1877 року.
1897 року — мічман.
25 березня 1912 року — присвоєно звання Капітан 2-го рангу. Згодом — капітан 1-го рангу.
Після Лютневої революції 1917 року активно підтримує процес українізації Чорноморського флоту.
За часів Центральної Ради вступив на українську військову службу.
28 квітня 1918 року капітан 1-го рангу Семен Овод стає Начальником Головного морською штабу.
З приходом до влади гетьмана Павла Скоропадського, розбудові національних військово-морських сил стало приділятися значно більше уваги.
З 1 травня 1918 року — призначається товаришом (заступника) міністра Морських справ Української держави. Організаційна робота з функціонування флота стає системною та фаховою. До керівництва флоту було залучено багато військових спеціалістів.
Брав безпосередню участь у розробці Закон про флот. За його сприяння виділяються кошти на розбудову портів, для суднобудівельних заводів для добудови військових кораблів.
В травні 1918 року гетьман розпорядився створити комісію з військово-морських фахівців для визначення штатів, бюджету та символіки українського флоту. При комісії, очолюваній адміралом Андрієм Покровським, була створена і геральдична комісія з питань щодо форми одягу, символіки і відзнак особового складу національного флоту. До її складу ввійшли капітани 1 рангу Микола Протасов, Семен Овод, Андрій Пчєльніков, капітан 2 рангу Михайло Білинський, підполковник Володимир Савченко-Більський, капітан-лейтенант Святослав Шрамченко та інші офіцери, а також художник Юрій Нарбут.
Після антигетьманського перевороту подальша доля невідома.